# 投资心理学
投资心理学乃是运用心理学的知识来分析人们於投资过程中的思想、意识和行为。逾来逾多的投资分析专家开始重视心理分析的概念，因为他们发现大多数投资者的投资行为是非理性的。投资者知道正确的投资原则，也制定了清楚的计划，但是却总是在進行违反原则和计划的投资。这些错误的投资习惯不是投资知识缺乏或者经验不足造成的问题，而都是特定的心理问题所造成的。所以从心理学的角度去剖析投资者的行为方式，找到投资者不能夠按照正确的规则和计划进行投资的心结将解决投资执行过程中的根本问题。